# Ушаков, Игорь Борисович
И́горь Бори́сович Ушако́в (род. 28 октября 1954, г. Таллин, Эстонская ССР) — российский физиолог, специалист в области физиологии экстремальных воздействий и экологической физиологии человека. Академик РАН (2013, членкор 2003), РАМН (2005, членкор 1999), доктор медицинских наук (1992), профессор (1995), генерал-майор медицинской службы запаса. Директор Института медико-биологических проблем РАН (2008—2015), а до того глава ГосНИИИ военной медицины МО РФ (1999—2009).
Лауреат премий Совета Министров СССР (1990) и дважды — Правительства РФ (2004, 2010). Заслуженный врач РФ (2004).

## Биография
Среднюю школу окончил с золотой медалью — в г. Ленинграде в 1971 г., затем с отличием окончил Военно-медицинскую академию им. С. М. Кирова (1977), военный врач по специальности лечебно-профилактическое дело.
Был направлен в Государственный научно-исследовательский испытательный институт авиационной и космической медицины МО СССР, где прошёл путь от младшего научного сотрудника до главы института — с 1992 заместитель начальника института, в 1999—2009 гг. начальник института.
В 1986—1987 гг. принимал участие в ликвидации последствий аварии на Чернобыльской АЭС, обеспечивая противорадиационную защиту военных вертолётчиков.
В 2005—2010 гг. заведующий организованной им кафедры авиационной и космической медицины Московской медицинской академии имени И. М. Сеченова.
В 2008—2015 гг. директор Института медико-биологических проблем РАН.
В настоящее время[какое?] главный научный сотрудник ФГБУ ГНЦ «Федеральный медицинский биофизический центр им. А. И. Бурназяна».
Член научно-технического совета Военно-промышленной комиссии РФ, член Главной медицинской комиссии по освидетельствованию космонавтов, член докторского диссертационного совета по медицинским и биологически наукам, член советов РАН по космосу, по глобальным экологическим проблемам и радиобиологии, заместитель главного редактора журнала «Экология человека», заместитель председателя редакционного совета журнала «Медицина экстремальных ситуаций».
В 2011—2013 гг. член Президиума РАМН.
Член Международной академии астронавтики (2003). С 1982 года кандидат медицинских наук, с 1992 — доктор медицинских наук, обе диссертации были защищены по спецтемам.
Под его руководством защищены 30 кандидатских и 26 докторских диссертации.
Автор более 800 научных публикаций, в том числе 11 монографий издательств «Наука» и «Медицина», имеет 44 патента и авторских свидетельства.
Увлекается альпинизмом и горнолыжным спортом.
С 2021 г. является Президентом Радиобиологического общества РАН.

## Отличия
- Премия Совета Министров СССР (1990)
- Премия Правительства Российской Федерации в области науки и техники (2004, 2010)[3]
- Премия имени А.А. Ухтомского (РАН, 21 мая 2024) — за цикл работ «Физиологические основы современных интенсивных видов трудовой деятелбности»
- Почётная грамота Российской академии наук (1 октября 2024) — за многолетний плодотворный труд на благо медицинской науки в области физиологии экстремальных воздействий и экологической физиологии человека, подготовку научных кадров высшей квалификации и в связи с юбилеем

Награждён орденом «За военные заслуги» и многими медалями, среди которых «За спасение погибавших».
- Заслуженный врач Российской Федерации (2004)

## Основные работы
- Ушаков И. Б., Петров В. М., Шафиркин А. В. Специфика применения радиационного риска при оценке опасности воздействия космической радиации в полёте // Тр. междун. конф. «Влияние космической погоды на человека в космосе и на Земле». В двух томах / ИКИ РАН, Москва, Россия, 4-8 июня 2012. Под ред. А. И. Григорьева, Л. М. Зелёного. — М., 2013. — Т. 1. Ч. 2. — С. 200—222.
- Ушаков И. Б., Иванов А. А. Противолучевые средства для обеспечения радиационной безопасности космонавтов // Радиационная биология. Радиоэкология. — 2013. — Т. 53, № 5. — С. 521—524.
- Григорьев Ю. Г., Ушаков И. Б., Красавин Е. А., Давыдов Б. И., Шафиркин А. В. Космическая радиобиология за 55 лет // К 50-летию ГНЦ РФ — ИМБП РАН, ИМБП и др. — М.: Экономика, 2013. — 303 с.
- Ушаков И. Б. Передовые биомедицинские и медико-технические технологии — весомый практический результат отечественных космических достижений // Биотехносфера. — 2013. — № 4 (28). — С. 5—10.
- Ushakov I.B. A Policy of Anticipation as a Strategic Objective of Space Biology and Medicine at the Present Stage // Human Physiology, 2013. Vol. 39, N 7. — P. 687—697.
- Ushakov I.B, Morukov B.V., Bubeev Yu.A., Gushin V.I., Vasil’eva G.Yu., Vinokhodova A.G., Shved D.M. Main Findings of Psychophysiological Studies in the Mars 500 Experiment // Herald of the Russian Academy of Sciences, 2014. Vol. 84, N 2. — PP. 106—114.
- Легеза В. И., Ушаков И. Б., Гребенюк А. Н., Попов В. И. Радиобиология, радиационная физиология и медицина: Словарь-справочник. — 2-е изд., испр. и доп. — Воронеж: Изд.-полиграф. центр «Научная книга», 2014. — 152 с.
- Vasin M.V., Semenov L.F., Suvorov N.N., Antipov V.V., Ushakov I.B., Ilyin L.A., Lapin B.A. Protective effect and the therapeutie index of indralin in juvenile rhesus monkeys // Journal of Radiation Research. — 2014. — Vol. 55. — P. 1048—1055.